# Margo Miller
Margo Miller (1º maggio 1949) è un'ex schermitrice statunitense.

## Palmarès
In carriera ha conseguito i seguenti risultati:
- Giochi Panamericani:

L'Avana 1991: oro nella spada a squadre.
Caracas 1983: argento nel fioretto a squadre.
Mar del Plata 1995: oro nella spada a squadre.